# Biserica unitariană fortificată din Arcuș
Biserica unitariană fortificată din Arcuș este un ansamblu de monumente istorice aflat pe teritoriul satului Arcuș, comuna Arcuș. În Repertoriul Arheologic Național, monumentul apare cu codul 64924.09.
Ansamblul este format din două monumente:
- Biserica unitariană (cod LMI CV-II-m-A-13127.01)
- Incintă fortificată (cod LMI CV-II-m-A-13127.02)